# Centro cultural Puertas de Castilla
El Centro Puertas de Castilla es un centro cultural que se encuentra en la ciudad de Murcia (Región de Murcia, España). Es uno de los principales centros culturales de la ciudad, entre los que destacan el Palacio del Almudí, la Casa Díaz-Cassou, el Palacio San Esteban, la Sala de Verónicas y el Monasterio de Santa Clara. Este centro de cultura, arte e innovación nació en mayo de 2003 como un centro moderno que apuesta por la necesidad de mantener el arte en la actualidad y la importancia que este tiene. Reúne arte poco convencional en el que se fusionan disciplinas totalmente diferentes, además de nuevos lenguajes y características de la cultura actual que tienen que estar presentes.
Impulsa la creación, formación, producción y difusión de las obras para que así los nuevos proyectos puedan llegar al público.
Sostiene las directrices europeas de que el arte tiene que ser social al tiempo que de calidad.

## Arquitectura
Este centro presenta una arquitectura moderna que se comenzó a construir en 1998 a manos de Oscar Tusquets Blanca con colaboradores como Carles Díaz (coordinador), Andrés Monzú (director del proyecto), Plácido Cañadas (aparejador) y Enric Torrent (estructura).
El edificio consta de tres salas bastante grandes: biblioteca, sala de actos y sala de exposiciones. Estas plantas se encuentran en la planta superior para que la luz pueda entrar sin problemas y la estructura solo tenga que soportar la cubierta, ya que la trama estructural sostiene todo el edificio. El centro dispone de una gran iluminación diseñada cuidadosamente para que el edificio sea iluminado pero que no sea directamente por el sol.

## Proyectos

### Festival Internacional de Cine de la ciudad de Murcia – IBAFF
El Festival Internacional de Cine de Murcia es una de los proyectos principales del Centro Cultural Puertas de Castilla. Se realiza en marzo de cada año y fue creado como iniciativa del Centro Puertas de Castilla en el 2010. Su nombre viene del pensador sufí Ibn Arabi, filósofo, poeta y viajero nacido en Murcia en el siglo XII.
Su programa cuenta con diversas secciones entre las que se encuentran la sección de largometraje, sección de cortometraje, retrospectiva, IBAFF joven, IBAFF infantil y pantalla solidaria. Mediante estas pretenden reflejar las contradicciones y paradojas del mundo del cine.
Es un evento en colaboración con el Ayuntamiento de Murcia, la Concejalía de Empleo, Turismo y Cultura y el Centro Puertas de Castilla.

### Fonoteca de Música Experimental y Arte Sonoro [SONM]
SONM es una fonoteca de arte sonoro y música experimental creada en octubre del 2010 como iniciativa del Centro Cultural Puertas de Castilla. Gracias a Francisco López han podido crear una base compuesta de CDs, casetes y vinilos que el artista ha ido coleccionando y ha entregado al centro.
Consta de una colección de ya más de 500 ítems que poco a poco se va expandiendo y actualizando constituyendo una de las mayores colecciones de su género en nuestro país.